# 芙蓉山 (寧郷市)

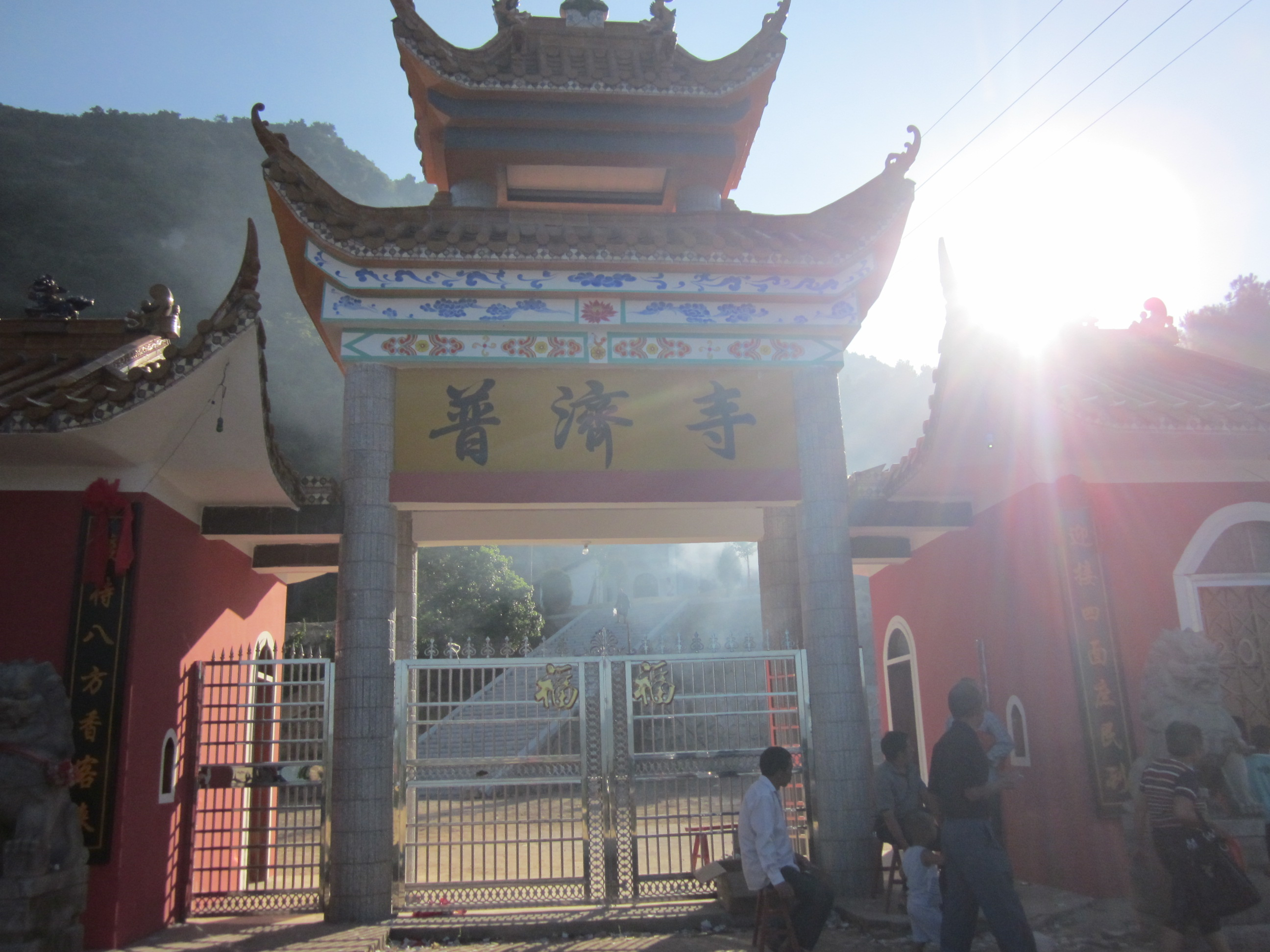
普済寺の三門

芙蓉山（ふようざん）は、中華人民共和国湖南省長沙市寧郷市青山橋鎮にある山である。
標高は860m。山頂はやや平らな形で、斜面もなだらかである。山体は花崗岩によりなされ、石が多いのが特徴である。山麓には普済寺がある。

## 文化
いくつかの詩に詠われることがある。
唐代劉長卿『逢雪宿芙蓉山主人』：
| 「 | 日暮蒼山遠 天寒白屋貧 柴門聞犬吠 風雪夜帰人 | 」 |

宋代張栻『芙蓉山』：
| 「 | 上頭壁立起千尋 下到群峰次第深 兀兀籃輿自吟詠 白雲流水此時心 | 」 |

明代曹学佺『輿地名勝志』：
| 「 | 芙蓉山與大潙山自接、其中有芙蓉洞。 | 」 |

清代周俊煊『大芙蓉峰』：
| 「 | 高聳芙蓉一朶開 巨霊掌上幾時栽 崖前得雨添新瀑 石萼逢春長舊苔 選勝応驚湘岸色 登高莫作錦城猜 托根何必華峰頂 採得龍涎露幾杯 | 」 |